# Mark Bowen
Mark Bowen (Neath, 7 dicembre 1963) è un allenatore di calcio ed ex calciatore gallese, di ruolo difensore.
Assieme a Bryan Gunn, Jeremy Goss, Robert Newman, Chris Sutton e Ruel Fox, è primatista di presenze (6) con la maglia del Norwich City nelle competizioni calcistiche europee.

## Palmarès

### Giocatore

#### Competizioni internazionali
- Coppa UEFA: 1

Tottenham: 1983-1984